# Degenerazione cerebrale paraneoplastica
La Degenerazione cerebellare paraneoplastica (PCD) è una sindrome paraneoplastica associata a polmone, ovaio, mammella, linfoma di Hodgkin e di altri tipi di cancro. La PCD è una condizione rara che si verifica in meno dell'1% dei pazienti affetti da cancro, e di solito si verifica nelle donne di mezza età.
Come nel caso di altre sindromi paraneoplastiche, la PCD si pensa essere causata da una reazione autoimmune diretta contro componenti del sistema nervoso centrale (nella PCD, questo viene di solito per le cellule di Purkinje, nel cervelletto, a volte accompagnata da una proliferazione di Berg-mann astrociti e microglia nello strato molecolare del cervelletto e una perdita di cellule granulari). Si pensa sia attivato quando le cellule tumorali (nella PCD, soprattutto un cancro ovarico o carcinoma mammario) esprimono una proteina normalmente espressa nel cervello (nella PCD, questa è la proteina neuronale definito CDR2). Ciò innesca una risposta immunitaria anti-tumorale che può essere clinicamente significativo, ma anche una risposta immunitaria anti- neuronale. I pazienti con PCD sviluppano un anticorpo anti-neuronale noto come anti-Yo (dal nome delle prime due lettere del paziente indice).
La PCD può essere associata con anticorpi diretti contro altri antigeni onconeurali intracellulari o contro la superficie cellulare e con altri tumori. Quando associato con tumore polmonare a piccole cellule, l'anticorpo è definito "anti-Hu".
Le cellule immunitarie attraversano la barriera emato-encefalica, e ne risulta un attacco autoimmune delle cellule di Purkinje attraverso la corteccia cerebellare. Lo studio radiologico rivela occasionalmente atrofia cerebellare. Altri anticorpi paraneoplastici possono essere associati a sintomi di PCD, tra cui anti-Tr e anticorpi del recettore del glutammato. Occasionalmente possono verificarsi mioclonie e opsoclono. All'inizio della malattia, i sintomi sono subdoli; poi progrediscono rapidamente per circa 6 mesi in uno stato gravemente disabile seguito da un periodo di plateau variabile che può durare per mesi o anni.  L'atassia cerebellare  evidente nei pazienti con PCD è causati dalla perdita di neuroni di Purkinje nel cervelletto. Essa si manifesta con disartria  del tronco, degli arti e atassia, vertigini, nausea, vomito, diplopia e nistagmo.